# Marek Żeromski
Marek Stefan Żeromski (ur. 25 listopada 1946 w Koszalinie) – polski samorządowiec i działacz rolniczy, w latach 1999–2006 członek zarządu województwa lubuskiego I i II kadencji.

## Życiorys
Od lat 70. związany z organizacjami rolniczymi. W latach 80. przez dwie kadencje był wiceprezesem Wojewódzkiego Związku Rolników, Kółek i Organizacji Rolniczych w Zielonej Górze. Był inicjatorem powołania szkół rolniczych w lubuskiem.
Zaangażował się w działalność polityczną w ramach Polskiego Stronnictwa Ludowego. Z dniem 1 stycznia 1999 został powołany na stanowisko członka zarządu województwa lubuskiego, odpowiedzialnego za sprawy polityki rozwoju wsi i rolnictwa. Na tym stanowisku pozostał także w kolejnym zarządzie powołanym 26 listopada 2002, a także po rozpadzie koalicji rządowej SLD-UP-PSL w 2003. Zakończył pełnienie funkcji 30 listopada 2006 wraz z końcem kadencji.
W 2001 bez powodzenia kandydował do Senatu w okręgu nr 6 (zdobył 26 423 głosy i zajął 10. miejsce na 14 kandydatów). W 2006 bez powodzenia kandydował do sejmiku lubuskiego, a w 2010 do rady miejskiej Zielonej Góry. Później został dyrektorem Departamentu Rolnictwa, Środowiska i Rozwoju Wsi w Urzędzie Wojewódzkim, w 2014 przeszedł na emeryturę.
Odznaczony m.in. Srebrnym Krzyżem Zasługi (2004) i Medalem za Zasługi dla Województwa Lubuskiego.